# Gouvernement Bono IV
 Castille-La Manche
Bono III Bono V
Le gouvernement Bono IV est le gouvernement de Castille-La Manche entre le 7 juillet 1995 et le 22 juillet 1999, durant la IVe législature des Cortes de Castille-La Manche. Il est présidé par José Bono.

## Composition

### Initiale
| Fonction                                                                       | Titulaire | Titulaire                                                                  | Parti     |
| ------------------------------------------------------------------------------ | --------- | -------------------------------------------------------------------------- | --------- |
| Président                                                                      |           | José Bono Martínez                                                         | PSCM-PSOE |
| Conseiller à l'Économie et aux Finances                                        |           | Fernando Novo Múñoz                                                        | PSCM-PSOE |
| Conseiller à l'Agriculture et à l'Environnement                                |           | Mariano Maraver y López del Valle                                          | PSCM-PSOE |
| Conseiller à l'Éducation et à la Culture                                       |           | Justo Tomás Zambrana Pineda                                                | PSCM-PSOE |
| Conseillère à la Santé                                                         |           | Matilde Valentín Navarro                                                   | PSCM-PSOE |
| Conseiller à l'Industrie et au Travail                                         |           | Alejandro Alonso Núñez                                                     | PSCM-PSOE |
| Conseiller aux Administrations publiques Secrétaire du Conseil de gouvernement |           | Máximo Díaz-Cano del Rey (jusqu'au 26/01/1996) Alejandro Alonso Núñez a.i. | PSCM-PSOE |
| Conseiller au Bien-être social                                                 |           | Francisco Belmonte Romero                                                  | PSCM-PSOE |
| Conseiller aux Travaux publics                                                 |           | Isidro Hernández Perlines                                                  | PSCM-PSOE |
| Conseiller porte-parole du gouvernement                                        |           | Emiliano García-Page Sánchez                                               | PSCM-PSOE |

### Remaniement du25 mars 1996
- Les nouveaux conseillers sont indiqués en gras, ceux ayant changé d'attributions en italique.

| Fonction                                                                                       | Titulaire | Titulaire                                                               | Parti     |
| ---------------------------------------------------------------------------------------------- | --------- | ----------------------------------------------------------------------- | --------- |
| Président                                                                                      |           | José Bono Martínez                                                      | PSCM-PSOE |
| Conseiller à l'Économie et aux Administrations publiques Secrétaire du Conseil de gouvernement |           | Miguel Ángal Montañés Pardo (jusqu'au 08/03/1997) Antonio Pina Martínez | PSCM-PSOE |
| Conseiller à l'Agriculture et à l'Environnement                                                |           | Mariano Maraver y López del Valle                                       | PSCM-PSOE |
| Conseiller à l'Éducation et à la Culture                                                       |           | Justo Tomás Zambrana Pineda                                             | PSCM-PSOE |
| Conseillère à la Santé                                                                         |           | Matilde Valentín Navarro                                                | PSCM-PSOE |
| Conseiller à l'Industrie et au Travail                                                         |           | Alejandro Alonso Núñez                                                  | PSCM-PSOE |
| Conseiller au Bien-être social                                                                 |           | Julio Fernández Nato                                                    | PSCM-PSOE |
| Conseiller aux Travaux publics                                                                 |           | Isidro Hernández Perlines                                               | PSCM-PSOE |
| Conseiller porte-parole du gouvernement                                                        |           | Emiliano García-Page Sánchez                                            | PSCM-PSOE |

### Remaniement du11 juillet 1997
- Les nouveaux conseillers sont indiqués en gras, ceux ayant changé d'attributions en italique.

| Fonction                                                                       | Titulaire | Titulaire                    | Parti     |
| ------------------------------------------------------------------------------ | --------- | ---------------------------- | --------- |
| Président                                                                      |           | José Bono Martínez           | PSCM-PSOE |
| Vice-président                                                                 |           | Fernando López Carrasco      | PSCM-PSOE |
| Conseiller à l'Économie et aux Finances                                        |           | Isidro Hernández Perlines    | PSCM-PSOE |
| Conseiller à l'Agriculture et à l'Environnement                                |           | Alejandro Alonso Núñez       | PSCM-PSOE |
| Conseiller à l'Éducation et à la Culture                                       |           | Justo Tomás Zambrana Pineda  | PSCM-PSOE |
| Conseiller au Bien-être social                                                 |           | Santiago Moreno González     | PSCM-PSOE |
| Conseiller aux Travaux publics                                                 |           | Emiliano García-Page Sánchez | PSCM-PSOE |
| Conseillère à la Santé                                                         |           | Matilde Valentín Navarro     | PSCM-PSOE |
| Conseiller aux Administrations publiques Secrétaire du Conseil de gouvernement |           | Antonio Pina Martínez        | PSCM-PSOE |
| Conseiller à l'Industrie et au Travail                                         |           | José Fernando Sánchez Bódalo | PSCM-PSOE |
| Conseiller porte-parole du gouvernement                                        |           | Máximo Díaz-Cano del Rey     | PSCM-PSOE |

### Remaniement du24 mars 1998
- Les nouveaux conseillers sont indiqués en gras, ceux ayant changé d'attributions en italique.

| Fonction                                                                       | Titulaire | Titulaire                                                                       | Parti     |
| ------------------------------------------------------------------------------ | --------- | ------------------------------------------------------------------------------- | --------- |
| Président                                                                      |           | José Bono Martínez                                                              | PSCM-PSOE |
| Vice-président                                                                 |           | Fernando López Carrasco                                                         | PSCM-PSOE |
| Conseiller à l'Économie et aux Finances                                        |           | Isidro Hernández Perlines                                                       | PSCM-PSOE |
| Conseiller à l'Agriculture et à l'Environnement                                |           | Alejandro Alonso Núñez                                                          | PSCM-PSOE |
| Conseiller à l'Éducation et à la Culture                                       |           | Justo Tomás Zambrana Pineda                                                     | PSCM-PSOE |
| Conseiller au Bien-être social                                                 |           | Santiago Moreno González                                                        | PSCM-PSOE |
| Conseillère aux Travaux publics                                                |           | Araceli Muñoz de Pedro                                                          | PSCM-PSOE |
| Conseillère à la Santé                                                         |           | Matilde Valentín Navarro                                                        | PSCM-PSOE |
| Conseiller aux Administrations publiques Secrétaire du Conseil de gouvernement |           | Antonio Pina Martínez                                                           | PSCM-PSOE |
| Conseiller à l'Industrie et au Travail                                         |           | José Fernando Sánchez Bódalo (jusqu'au 02/01/1999) Fernando López Carrasco a.i. | PSCM-PSOE |
| Conseiller porte-parole du gouvernement                                        |           | Emiliano García-Page Sánchez                                                    | PSCM-PSOE |